# 塞繆爾群島
塞繆爾群島（英語：Samuel Islands），是南極洲的群島，位於南喬治亞群島，處於克盧查克角東南面3.2公里，由英國南極名稱諮詢委員會命名，由英國海外領土管轄。